# Arikawa Kosei
Arikawa Kosei –en japonés, 有川 光誠, Kosei Arikawa– (27 de febrero de 1974) es un deportista japonés que compitió en judo. Ganó dos medallas de plata en el Campeonato Asiático de Judo en los años 1996 y 1997.

## Palmarés internacional
| Campeonato Asiático | Campeonato Asiático          | Campeonato Asiático | Campeonato Asiático |
| Año                 | Lugar                        | Medalla             | Categoría           |
| ------------------- | ---------------------------- | ------------------- | ------------------- |
| 1996                | Ciudad Ho Chi Minh (Vietnam) | Medalla de plata    | –86 kg              |
| 1997                | Manila (Filipinas)           | Medalla de plata    | –86 kg              |